# Qunūt

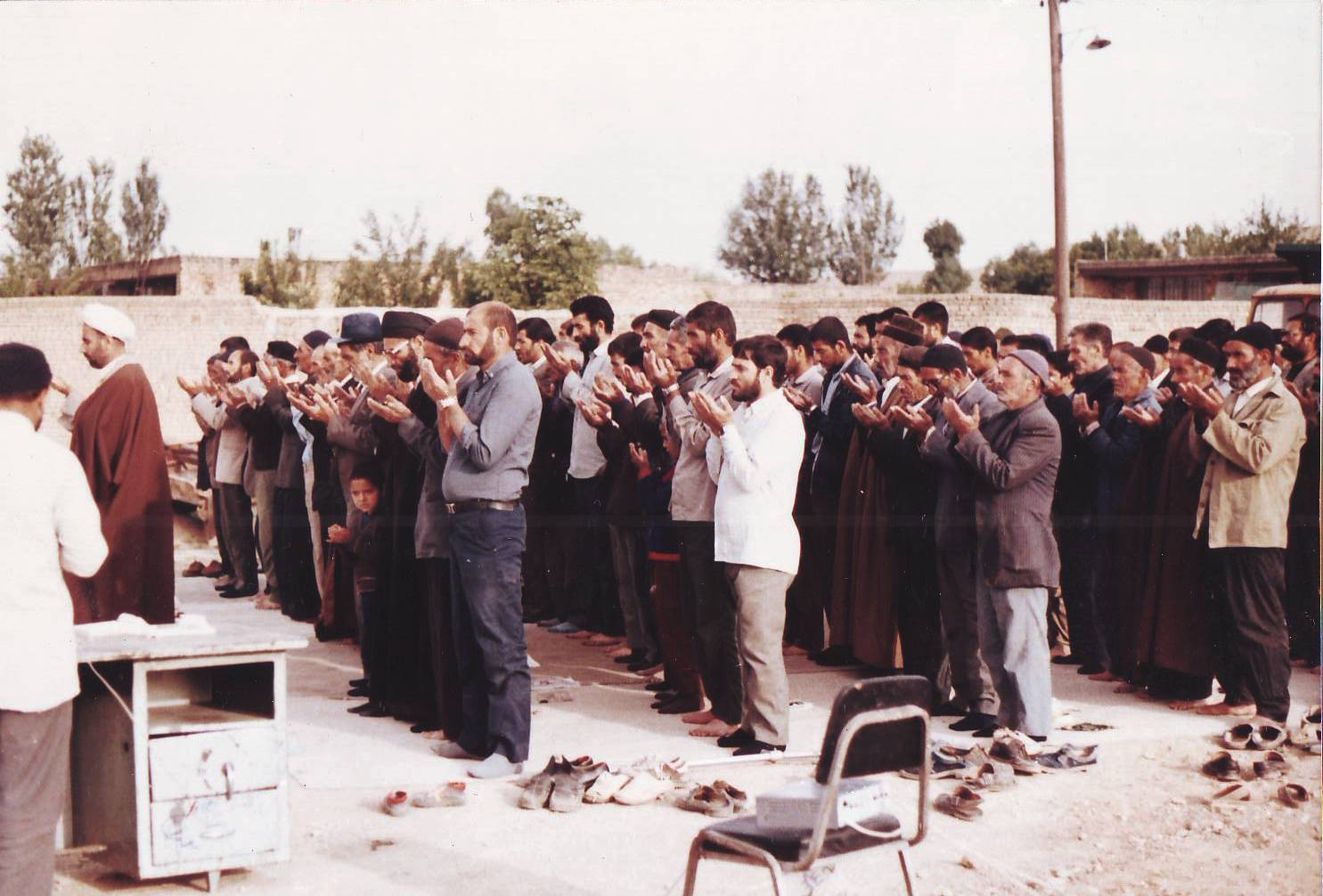
Gruppe von Betenden im Iran beim Qunūt während des Festtagsgebets am Fest des Fastenbrechens

Der Qunūt (arabisch قنوت ‚Gehorsam‘) ist ein Bittgebet, das am Morgen oder in der Nacht in das islamische Ritualgebet eingefügt wird. Heute besteht es zumeist aus einer Bitte um göttliche Gnade und Rechtleitung, für die vorformulierte Texte existieren.
Ursprünglich war der Qunūt ein Verfluchungsritus, bei dem der Betende seine Hände erhob und Gott um Vernichtung seiner Feinde bat. Als im Jahre 625 eine größere Anzahl von Muslimen bei Biʾr Maʿūna massakriert wurde, soll Mohammed selbst einen Monat lang den Stamm der Banū Sulaim, der für das Massaker verantwortlich war, beim Morgengebet oder witr-Gebet in Form des Qunūt verflucht haben. Auch ʿAlī ibn Abī Tālib und Muʿāwiya I. sollen sich während ihres Streites um die Führung der islamischen Gemeinschaft mit dem Qunūt gegenseitig verwünscht haben.
Der Wandel des Qunūt von der Verfluchung hin zum einfachen Bittgebet erfolgte im Rahmen der Systematisierung der islamischen Normenlehre. Relative Einigkeit besteht darüber, dass der Qunūt zeitlich hinter die Rumpfbeuge (Rukūʿ) im Mittelteil des Gebetes gehört. Über den Grad der Verbindlichkeit des Qunūt und über die Frage, ob man dabei die Hände erheben soll, gingen die Meinungen in den verschiedenen Schulen der Normenlehre jedoch auseinander. Insbesondere der Qunūt beim Morgengebet war und ist umstritten. Während asch-Schafii und Mālik ibn Anas ihn für eine sunna-Pflicht hielten, meinten Abu Hanifa und Ahmad ibn Hanbal, dass er abrogiert sei, und lehnten ihn ab.

## Weblink
- Hörbeispiel auf YouTube

## Belege
1. ↑  Vgl. dazu Yaḥyā ibn Muḥammad Ibn Hubayra: al-Ifṣāḥ ʿan maʿānī ṣ-ṣiḥāḥ. Ed. Abū-ʿAbdallāh Muḥammad Ḥasan Muḥammad Ḥasan Ismāʿīl aš-Šāfiʿī. 2 Bde. Beirut: Dār al-Kutub al-ʿilmiyya 1417/1996. Bd. I, S. 96.